# آکادمی علوم طبیعی لئوپلدینه آلمان

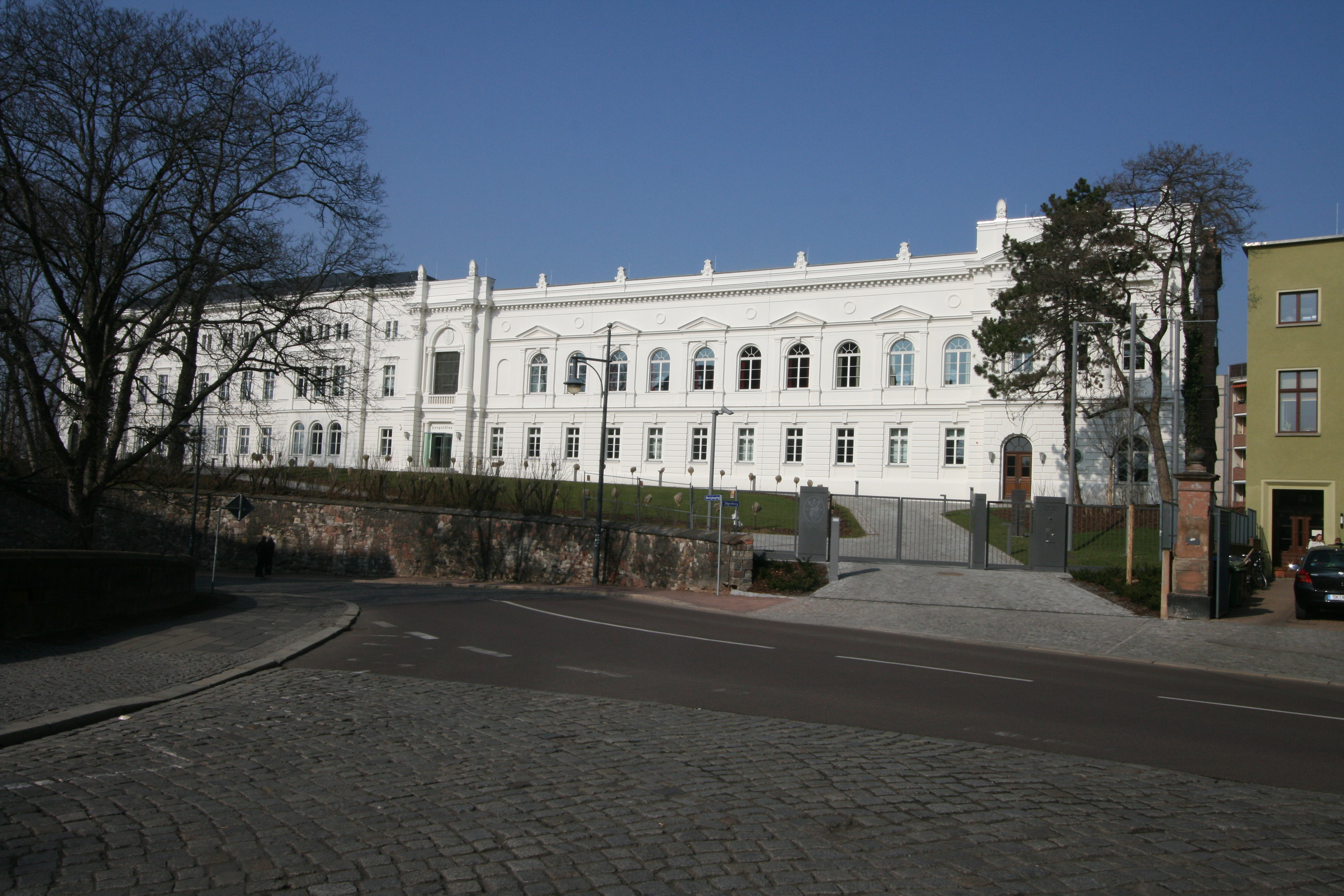
ساختمان اصلی اکادمی ملی المان لئوپولدینا در هاله.

آکادمی علوم لئوپلدینه آلمان (به آلمانی: Deutsche Akademie der Naturforscher Leopoldina) یک آکادمی علمی در زمینه علوم طبیعی در شهر هاله در آلمان است که در ۱۶۵۲م تأسیس شده‌است.

## تاسیس
این آکادمی در سال ۱۶۵۲م در شواینفورت تأسیس شد و بر اساس مدل دانشگاهی در ایتالیا ساخته شد. ابتدا به Academia Naturae Curiosorum نامگذاری شد ولی در سال ۱۶۸۷ لئوپولد اول آن را به آکادمی بزرگی به نام خودش تغییر داد. این آکادمی را قدیمی‌ترین آکادمی علمی برقرار دنیا می‌دانند.

## اعضا و رئیسان
۷۵ درصد اعضای این آکادمی اهل آلمات، اتریش و سویس هستند. اولین رئیس این آکادمی یوهان اورنس باوش بود که از ۱۶۵۲ تا ۱۶۶۵ رئیس آکادمی بودو آخرین رئیس ان یورگ هاکر است که از ۲۰۱۰ رئیس این آکادمی است.

## برندگان نوبل عضو آکادمی
تا سال ۲۰۱۴ تعداد ۱۶۹ نفر از اعضای این آکادمی برنده جایزه نوبل شده‌اند مانند:
- ارنست رادرفورد
- انشتین
- تئودور هانش
- ماکس پلانک

## سایت آکادمی
https://www.leopoldina.org/de/leopoldina-home/